# Hrvatski nogometni kup
La Hrvatski nogometni kup (coppa croata di calcio) è il secondo torneo per importanza del campionato croato di calcio dopo la Prva HNL. Viene assegnata dalla Federazione calcistica croata e la vincitrice accede alla UEFA Conference League della stagione seguente.
Il 13 settembre 2021, in una cerimonia presso l'hotel DoubleTree by Hilton di Zagabria, si è celebrato l'accordo fra la HNS e la società di scommesse sportive SuperSport. Alla cerimonia della firma hanno partecipato il presidente della Federcalcio croata Marijan Kustić, il direttore esecutivo della stessa Tomislav Svetina, i membri del comitato scommesse di SuperSport Goran Đurić e Radim Haluza ed il presidente di VOX-football e caporedattore di HNTV Ivan Blažičko. Oltre alla title sponsorship della competizione (che quindi cambia il nome in SuperSport Hrvatski nogometni kup), il bookmaker SuperSport assisterà finanziariamente i club ospitanti dalla fase dei sedicesimi di finale.
La coppa è chiamata anche Rabuzinovo sunce (il sole di Rabuzin), dal nome di Ivan Rabuzin, l'artista che ha creato il trofeo, e dalla forma di esso, che appunto ricorda il sole.

## Formula
Questo torneo è sempre stato disputato ad eliminazione diretta. Nella prima edizione "sperimentale", quella del 1992 le squadre erano solo 7 (che erano le squadre croate che avrebbero avuto il diritto a partecipare alla Coppa di Jugoslavia dello stesso anno). Dal 1992-93 al 1997-98 la competizione è stata aperta a 32 squadre; dalla stagione 1998-99 sono diventate 48, ammesse in seguito a diversi criteri. Sono ammesse d'ufficio le prime sedici squadre con il coefficiente più alto, legato all'andamento nella Coppa durante gli ultimi cinque anni. Ventuno squadre vincitrici delle Županijski kupovi (le coppe regionali), sono ammesse, insieme alle undici finaliste regionali delle Županijski kupovi col maggior numero di partecipanti.
Le formazioni provenienti dai tornei regionali si affrontano, con partita secca, nel turno preliminare, dai sedicesimi di finale entrano in scena le prime sedici squadre con il miglior coefficiente (gli accompiamenti di questo turno sono decisi dal ranking: 32ª-1ª, 31ª-2ª, 30ª-3ª, etc). Mentre le prime edizioni erano disputate a gare ad andata e ritorno, col passare degli anni si è passati alla gara unica per ogni turno. Le migliori 16 squadre vengono rese note con due anni di anticipo e sono esentate dal partecipare alla coppa regionale nella stagione seguente.

Dal 2017, se una squadra col coefficiente inferiore batte una col coefficiente superiore, per il resto della competizione si appropria del coefficiente della squadra battuta.
Se una o più squadre che rientrano fra le prime 16 del ranking finiscono in bancarotta e sciolte, come Varaždin, Karlovac e Zara, esse non vengono rimpiazzate e le loro avversarie provenienti dal turno preliminare passano il turno senza colpo ferire.
Da ricordare, infine, che durante la seconda guerra mondiale, nel 1941 venne giocata una manifestazione simile organizzata dallo Stato Indipendente di Croazia, con la vittoria finale dello Građanski Zagabria.
Dal 1945 al 1991, durante gli anni della Jugoslavia socialista, le squadre croate erano impegnate nella Coppa del maresciallo Tito. Dal 1973 (anno del format definitivo), le squadre della prima divisione erano ammesse di diritto, dalla Croazia venivano poi altre tre squadre vincitrici delle qualificazioni: una dalla fascia marittima (Istria, Fiume e Dalmazia), una da Zagabria e nord e una dalla Slavonia.

### Il ranking
Il ranking (o graduatoria) quinquennale viene così calcolato: 32 punti alla per la vittoria della coppa, 16 per il raggiungimento della finale, 8 per le semifinali, 4 per i quarti, 2 per gli ottavi, 1 per i sedicesimi. Tutti questi punti vanno sommati, quindi la vittoria della coppa porta 63 punti (1+2+4+8+16+32), alla finalista vanno 31 (1+2+4+8+16), alle semifinaliste 15 (1+2+4+8), per quelle eliminate ai quarti 7 (1+2+4), per quelle eliminate agli ottavi 3 (1+2) ed 1 punto per quelle eliminate ai sedicesimi.
Queste sono le prime squadre (coi punti) del ranking 2019-2024: le prime 16 entreranno di diritto nei sedicesimi della Coppa 2025-26 (eccetto quelle non più in attività). 
- 1 Dinamo Zagabria (155)
- 2 Hajduk Spalato (151)
- 3 Rijeka (143)
- 4 Lokomotiva Zagabria (63)
- 5 Osijek (51)
- 6 Slaven Belupo (47)
- 7 Istria 1961 (47)
- 8 HNK Gorica (47)
- 9 Sebenico (45)
- 10 Rudeš (21)
- 11 Varaždin (19)
- 12 Oriolik Oriovac (15)
- 13 BSK Bijelo Brdo (14)
- 14 Inter Zaprešić (10)
- 15 Belišće (8)
- 16 Cibalia (7)
- 17 Mladost Ždralovi (7)
- 18 Vinogradar (7)

Per il computo della graduatoria si osservano nell'ordine:
- I punti dati dai vari piazzamenti
- Il campionato disputato dalla squadra
- L'ultimo piazzamento in campionato

## Albo d'oro
L'Inter Zaprešić si è chiamata Inker dal 1991 al 2002.
La Dinamo Zagabria si è chiamata HAŠK Građanski nel 1992, poi Croatia dal 1993 al 2000.
L'Istria 1961 si è chiamata Uljanik dal 1948 al 2002.
Il Varaždin si è chiamato Varteks Varaždin dal 1958 al 2010.
| Stagione | Vincitore          | Risultato     | Risultato     | Finalista           |
| Stagione | Vincitore          | Andata        | Ritorno       | Finalista           |
| -------- | ------------------ | ------------- | ------------- | ------------------- |
| 1940-41  | Građanski Zagabria | 2–2           | 6–2 (Rip.)    | Concordia           |
| 1992     | Inker Zaprešić     | 1–1           | 1–0           | HAŠK Građanski      |
| 1992-93  | Hajduk Spalato     | 4–1           | 1–2           | Croatia             |
| 1993-94  | Croazia Zagabria   | 2–0           | 0–1           | Rijeka              |
| 1994-95  | Hajduk Spalato     | 3–2           | 1–0           | Croatia             |
| 1995-96  | Croazia Zagabria   | 2–0           | 1–0           | Varteks Varaždin    |
| 1996-97  | Croazia Zagabria   | 2–1           | 2–1           | NK Zagabria         |
| 1997-98  | Croazia Zagabria   | 1–0           | 2–1           | Varteks Varaždin    |
| 1998-99  | Osijek             | 2–1 gg        | 2–1 gg        | Cibalia             |
| 1999-00  | Hajduk Spalato     | 2–0           | 0–1           | Dinamo              |
| 2000-01  | Dinamo Zagabria    | 2–0           | 1–0           | Hajduk              |
| 2001-02  | Dinamo Zagabria    | 1–1           | 1–0           | Varteks Varaždin    |
| 2002-03  | Hajduk Spalato     | 1–0           | 4–0           | Uljanik             |
| 2003-04  | Dinamo Zagabria    | 1–1           | 0–0 (gfc)     | Varteks Varaždin    |
| 2004-05  | Rijeka             | 2–1           | 1–0           | Hajduk              |
| 2005-06  | Rijeka             | 4–0           | 1–5 (gfc)     | Varteks Varaždin    |
| 2006-07  | Dinamo Zagabria    | 1–0           | 1–1           | Slaven Belupo       |
| 2007-08  | Dinamo Zagabria    | 3–0           | 0–0           | Hajduk              |
| 2008-09  | Dinamo Zagabria    | 3–0           | 0–3 (4-3 dtr) | Hajduk              |
| 2009-10  | Hajduk Spalato     | 2–1           | 2–0           | Sebenico            |
| 2010-11  | Hajduk Spalato     | 5–1           | 3–1           | Varaždin            |
| 2011-12  | Dinamo Zagabria    | 0–0           | 3–1           | Osijek              |
| 2012-13  | Hajduk Spalato     | 2–1           | 3–3           | Lokomotiva Zagabria |
| 2013-14  | Rijeka             | 1–0           | 2–0           | Dinamo              |
| 2014-15  | Dinamo Zagabria    | 0–0 (4-2 dtr) | 0–0 (4-2 dtr) | RNK Spalato         |
| 2015-16  | Dinamo Zagabria    | 2–1           | 2–1           | Slaven Belupo       |
| 2016-17  | Rijeka             | 3–1           | 3–1           | Dinamo              |
| 2017-18  | Dinamo Zagabria    | 1–0           | 1–0           | Hajduk              |
| 2018-19  | Rijeka             | 3–1           | 3–1           | Dinamo              |
| 2019-20  | Rijeka             | 1–0           | 1–0           | Lokomotiva Zagabria |
| 2020-21  | Dinamo Zagabria    | 6–3           | 6–3           | Istria 1961         |
| 2021-22  | Hajduk Spalato     | 3–1           | 3–1           | Rijeka              |
| 2022-23  | Hajduk Spalato     | 2–0           | 2–0           | Sebenico            |
| 2023-24  | Dinamo Zagabria    | 0–0           | 3–1           | Rijeka              |
| 2024-25  | Rijeka             | 1–1           | 1–0           | Slaven Belupo       |

## Vittorie e piazzamenti

### Croazia indipendente
| Squadra             | Vittorie | Anni vittorie                                                                                        | Sconfitte | Anni sconfitte                           |
| ------------------- | -------- | --- | --------- | ---------------------------------------- |
| Dinamo Zagabria     | 17       | 1994, 1996, 1997, 1998, 2001, 2002, 2004, 2007, 2008, 2009, 2011, 2012, 2015, 2016, 2018, 2021, 2024 | 7         | 1992, 1993, 1995, 2000, 2014, 2017, 2019 |
| Hajduk Spalato      | 8        | 1993, 1995, 2000, 2003, 2010, 2013, 2022, 2023                                                       | 5         | 2001, 2005, 2008, 2009, 2018             |
| Rijeka              | 7        | 2005, 2006, 2014, 2017, 2019, 2020, 2025                                                             | 3         | 1994, 2022, 2024                         |
| Osijek              | 1        | 1999                                                                                                 | 1         | 2012                                     |
| Inter Zaprešić      | 1        | 1992                                                                                                 | —         | —                                        |
| Varteks Varaždin    | —        | — | 6         | 1996, 1998, 2002, 2004, 2006, 2011       |
| Slaven Belupo       | —        | — | 3         | 2007, 2016, 2025                         |
| Istria 1961         | —        | — | 2         | 2003, 2021                               |
| Lokomotiva Zagabria | —        | — | 2         | 2013, 2020                               |
| Sebenico            | —        | — | 2         | 2010, 2023                               |
| NK Zagabria         | —        | — | 1         | 1997                                     |
| Cibalia             | —        | — | 1         | 1999                                     |
| RNK Spalato         | —        | — | 1         | 2015                                     |

### Totale
| Squadra         | NDH | YUG | CRO | Totale |
| --------------- | --- | --- | --- | ------ |
| Dinamo Zagabria | —   | 7   | 17  | 24     |
| Hajduk Spalato  | —   | 9   | 8   | 17     |
| Rijeka          | —   | 2   | 7   | 9      |
| Inter Zaprešić  | —   | —   | 1   | 1      |
| Osijek          | —   | —   | 1   | 1      |
| Građanski       | 1   | —   | —   | 1      |

Inoltre, nella Kup Maršala Tita, varie volte le squadre croate hanno raggiunto, perdendola, la finale: Dinamo 8 volte, Hajduk 5, Varteks e Rijeka una ciascuna. In 5 occasioni la finale è stata un derby croato: Dinamo-Hajduk 4 volte e Hajduk-Rijeka una.

## Statistiche giocatori

### Presenze

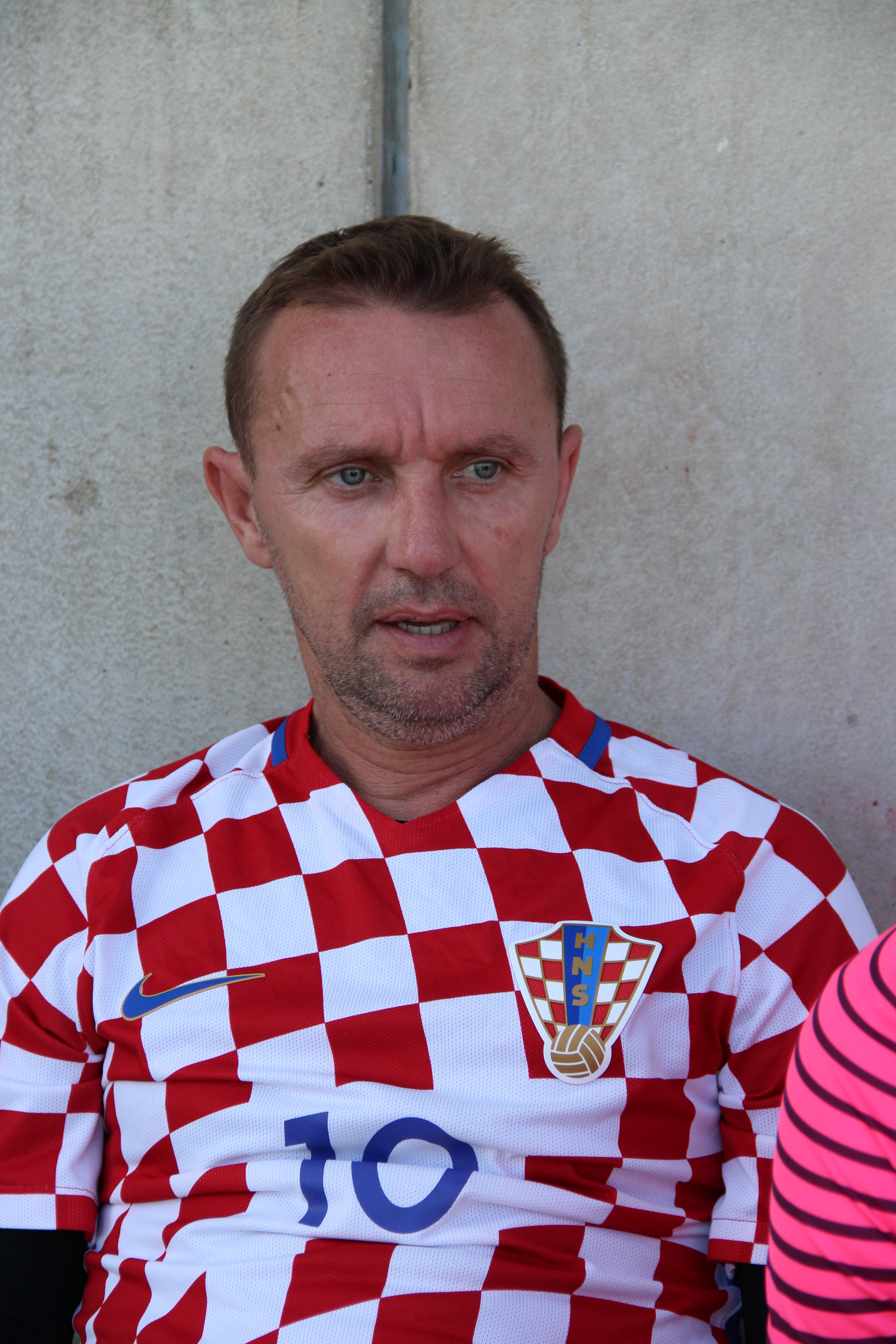
Miljenko Mumlek

| Pos.                  | Giocatore         | Squadre con cui ha giocato in coppa                                   | Presenze |
| --------------------- | ----------------- | --------------------------------------------------------------------- | -------- |
| 1º                    | Miljenko Mumlek   | Varteks Varaždin, Dinamo Zagabria, Slaven Belupo, Podravina Ludbreg   | 70       |
| 2º                    | Dražen Ladić      | Dinamo Zagabria                                                       | 57       |
| 2º                    | Nikola Šafarić    | Varteks Varaždin, Rijeka, Slaven Belupo, Varaždin                     | 57       |
| 2º                    | Davor Vugrinec    | Varteks Varaždin, Rijeka, Dinamo Zagabria, NK Zagabria, Slaven Belupo | 57       |
| 5º                    | Damir Krznar      | Varteks Varaždin, Dinamo Zagabria, Inter Zaprešić                     | 54       |
| 6º                    | Josip Gašpar      | Dinamo Zagabria, Osijek, Marsonia                                     | 53       |
| 7º                    | Mladen Bartolović | Cibalia, Dinamo Zagabria, NK Zagabria, Hajduk Spalato                 | 50       |
| 8º                    | Edin Mujčin       | Marsonia, Dinamo Zagabria, Kamen Ingrad, Lučko                        | 48       |
| 8º                    | Daniel Šarić      | Rijeka, Dinamo Zagabria                                               | 48       |
| 10º                   | Jakov Surać       | Zara, Osijek, NK Zagabria                                             | 47       |
| 10º                   | Damir Vuica       | Osijek, Hajduk Spalato, Kamen Ingrad                                  | 47       |
| aggiornato 16.12.2021 |                   |                                                                       |          |

### Reti
| Pos.                  | Giocatore       | Squadre con cui ha segnato in coppa                                                  | Reti |
| --------------------- | --------------- | ------------------------------------------------------------------------------------ | ---- |
| 1º                    | Davor Vugrinec  | Varteks Varaždin, Rijeka, Dinamo Zagabria, NK Zagabria, Slaven Belupo                | 33   |
| 2º                    | Tomislav Erceg  | Hajduk Spalato, Rijeka                                                               | 28   |
| 3º                    | Igor Cvitanović | Dinamo Zagabria                                                                      | 26   |
| 4º                    | Andrej Kramarić | Dinamo Zagabria, Lokomotiva Zagabria, Rijeka                                         | 23   |
| 4º                    | Mark Viduka     | Dinamo Zagabria                                                                      | 23   |
| 6º                    | Miljenko Mumlek | Varteks Varaždin, Dinamo Zagabria, Slaven Belupo                                     | 20   |
| 6º                    | Goran Vlaović   | Dinamo Zagabria                                                                      | 20   |
| 8º                    | Leon Benko      | Varteks Varaždin, Slaven Belupo, Rijeka, Varaždin                                    | 19   |
| 8º                    | Joško Popović   | NK Zagabria, Kamen Ingrad                                                            | 19   |
| 10º                   | Duje Čop        | Hajduk Spalato, Dinamo Zagabria                                                      | 18   |
| 10º                   | Renato Jurčec   | Inter Zaprešić, Hajduk Spalato, NK Zagabria, Dinamo Zagabria, Cibalia, Slaven Belupo | 18   |
| aggiornato 16.12.2021 |                 |                                                                                      |      |

### Marcatori in una singola partita

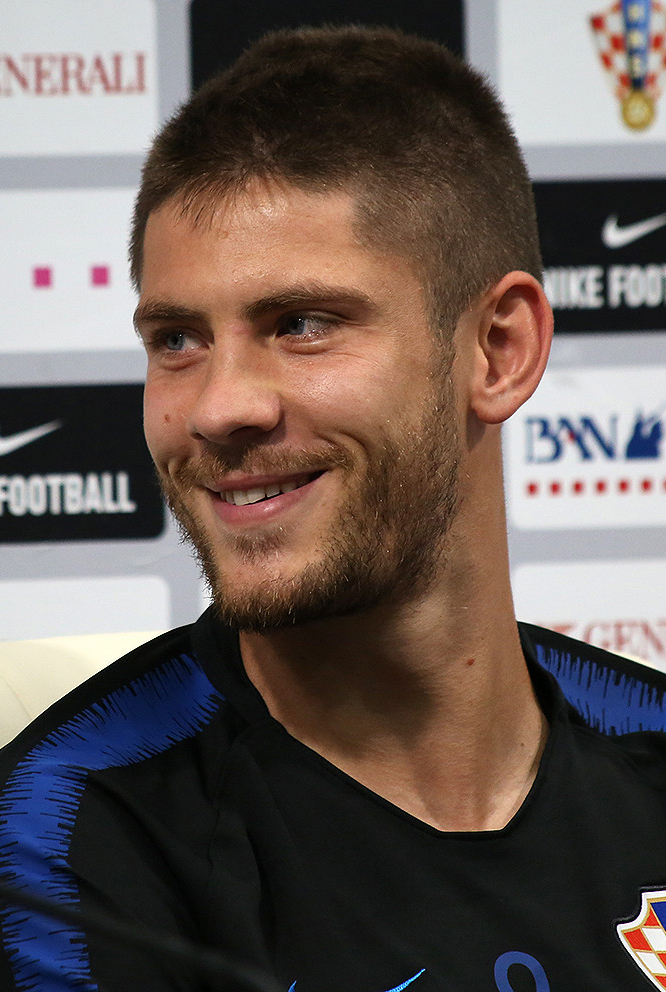
Andrej Kramarić

| Pos.                  | Giocatore       | Partita                               | Ris. | Reti | Data       |
| --------------------- | --------------- | ------------------------------------- | ---- | ---- | ---------- |
| 1º                    | Andrej Kramarić | Rijeka–BŠK Zmaj Blato                 | 11–0 | 8    | 09.10.2013 |
| 2º                    | Duje Čop        | Rudar 47 Donje Ladanje–Hajduk Spalato | 2–10 | 6    | 21.09.2010 |
| 3º                    | Leo Biondić     | Vrsar–Tomislav D. Andrijevci          | 5–0  | 5    | 28.08.2012 |
| 3º                    | Antonio Čolak   | Križevci–Rijeka                       | 0–9  | 5    | 26.09.2018 |
| 3º                    | Ivan Cvjetković | Segesta–Mladost Cernik                | 14–0 | 5    | 31.08.1993 |
| 3º                    | Tomislav Erceg  | Hajduk Spalato–Primorac Biograd       | 11–0 | 5    | 17.08.1993 |
| 3º                    | Josip Fuček     | Lučko–Sračinec                        | 11–1 | 5    | 27.08.2008 |
| 3º                    | Siniša Linić    | Rijeka–Vinogradar                     | 8–0  | 5    | 15.11.2005 |
| 3º                    | Mario Rac       | Ogulin–Croatia Turanj                 | 13–0 | 5    | 31.08.2005 |
| 3º                    | Bruno Rihtar    | Gaj Mače–Lika Korenica                | 20–2 | 5    | 09.09.2020 |
| 3º                    | Martin Šaban    | Gaj Mače–Lika Korenica                | 20–2 | 5    | 09.09.2020 |
| 3º                    | Matija Smrekar  | Zagorec–Libertas Novska               | 9–0  | 5    | 29.08.2018 |
| aggiornato 16.12.2021 |                 |                                       |      |      |            |